# Sobral do Campo
Sobral do Campo ist ein Ort und eine ehemalige Gemeinde (Freguesia) im portugiesischen Kreis Castelo Branco. Die Gemeinde hatte 366 Einwohner (Stand 30. Juni 2011).
Am 29. September 2013 wurden die Gemeinden Sobral do Campo und Ninho do Açor zur neuen Gemeinde União das Freguesias de Ninho do Açor e Sobral do Campo zusammengeschlossen.